# Tapsloot
De Tapsloot (ook genoemd Tochtsloot) is een kanaal, dat de Nauernasche Vaart en de Markervaart bij Westknollendam verbindt met de Zaan. Het kanaal loopt oost-west en is ca. 400 meter lang en 2 à 3 meter diep. Het kanaal loopt noordelijk van bedrijventerrein Molletjesveer en zuidelijk van de droogmakerij Starnmeer. De westzijde van het kanaal wordt gedomineerd door poldermolen De Woudaap.
Het kanaal vormt een onderdeel van het knooppunt van waterwegen dat zich tussen Westknollendam en Oostknollendam bevinden;
zoals de Knollendammervaart (richting Noordhollandsch Kanaal bij Spijkerboor), de Markervaart (richting de Woude), rivier de Zaan en de Nauernasche Vaart (richting Noordzeekanaal bij Nauerna).